# Condusiv Technologies
Condusiv Technologies — компания-разработчик программного обеспечения, которая располагается в Бербанке, штат Калифорния.
Ранее эта компания была известна как Diskeeper Corporation. Изначально её название происходило от её флагманского продукта Diskeeper — программного пакета для дефрагментации файловых систем для Microsoft Windows и OpenVMS.
Однако, Diskeeper Corporation это не первое её название. Изначально компания была известна как Executive Software International, Inc.

## Продукция компании
Condusiv Technologies продает и поддерживает ряд программных продуктов. К данным продуктам относятся:
- Diskeeper — инструмент для уменьшения фрагментации файлов;
- V-locity Virtual Machine — дисковый оптимизатор платформы для виртуального сервера;
- Undelete — программа, предлагающая помощь по защите и восстановлению случайно удаленных файлов.

Condusiv Technologies продает свою продукцию OEM-производителям (производителям оригинального оборудования), включая SanDisk, Samsung Electronics и LG Electronics. OEM-продукты Condusiv Technologies включают ExpressCache, который использует твердотельный накопитель малой плотности в качестве кеша для жесткого диска большей емкости, тем самым улучшая время загрузки и запуск приложений.
У компании также есть несколько технологий, таких как:
- HyperFast — твердотельный оптимизатор накопителей;
- HyperBoot — технология оптимизации во время загрузки;
- InvisiTasking, который позволяет любому процессу незаметно работать в фоновом режиме.

Ещё одна технология, представленная компанией в 2009 году, — это IntelliWrite, а именно усовершенствованный драйвер файловой системы, разработанный для использования файловой системы Windows «Best Fit» с возможностью записи файлов для записи файла в не фрагментированном состоянии. IntelliWrite разработан для предотвращения большей фрагментации, прежде чем это произойдет в компьютерных системах Windows, что позволяет повысить производительность записи файлов, а также совместимость и совместимость с другими продуктами для управления хранением.

## История компании
Condusiv Technologies (Diskeeper Corporation; Executive Software International, Inc) была основана 22 июля 1981 года Крейгом Дженсеном. Первоначально компания была создана для обслуживания платформ VAX / VMS. Поскольку продукт позволял компаниям выполнять дефрагментацию без отключения их систем, его первоначальной клиентской базой были компании из списка Fortune 500 и Fortune 1000, правительственные учреждения, службы управления воздушным движением, NASA и другие компании, имеющие критически важные системы или системы, которые должны были работать круглосуточно.
В начале 1990-х годов Diskeeper был самым продаваемым сторонним программным продуктом для бизнес-компьютеров Digital Equipment Corporation. Компания, которая тогда называлась Executive Software, была включена в список независимых компаний-разработчиков программного обеспечения журнала Software Software Top 100.
В 1995 году Microsoft попросила компанию разработать продукты для своей системы Windows NT; выполнить работу надо было успеть до её выпуска. Один из лицензиатов исходного кода Microsoft, компания ворвалась на рынок Windows, выпустив продукт дефрагментации для Windows NT.
Джерри Болдуин был назначен главным исполнительным директором в сентябре 2011 года, и Крэйг Дженсен передал свою руководящую и повседневную работу в компании ему. Болдуин переименовал компанию в Condusiv Technologies и полностью реструктурировал и переориентировал компанию на облачные технологии, виртуализацию и оптимизацию. Слоган «Думай быстрее» теперь стал девизом компании.